# Irmino
Irmino (ukr. Ірміно) – miasto na Ukrainie w obwodzie ługańskim. Ośrodek przemysłu spożywczego. Od 2014 roku znajduje się pod kontrolą Ługańskiej Republiki Ludowej.
W mieście znajduje się stacja kolejowa.
Prawa miejskie posiada od 1977.

## Nazwa
- 1808—1900 — Petrowka (Петровка),
- 1900—1962 — Irmyno (Ірмино),
- 1977—2010 — Tepłohirśk (Теплогірськ)[3].

## Demografia
- 1989 – 18 549[4]
- 2013 – 10 044[5]
- 2014 – 9 886[1]